# Международный музыкальный совет
Международный музыкальный совет (ММС) (англ. International Music Council, фр. Conseil international de la musique) был создан при ЮНЕСКО в 1949 году в качестве консультативного органа в области музыки. Он расположен в штаб-квартире ЮНЕСКО в Париже и является независимой международной неправительственной организацией, объединяющей различные профессиональные и любительские музыкальные организации. Основная цель совета — способствовать созданию музыки во всех странах мира.
В настоящее время ММС состоит из 76 национальных комитетов, 34 международно признанных организаций и 35 отдельных представителей музыкального искусства и почётных членов, избранных из числа известных исполнителей, композиторов и педагогов. Он представлен в виде региональных советов в Европе, Африке, Арабском мире, Северной и Южной Америе, Азии, Австралии и Океании. Задачей этих советов является разработка и внедрение программ в соответствии с региональными интересами членов ММС. Через региональные советы ММС поддерживает связи более чем  с 1000 музыкальных организаций по всему миру.
Одной из наиболее известных мероприятий ММС является ежегодная «трибуна» композиторов, предлагающая представителям вещательных организаций возможности обмена и публикации произведений современной классической музыки. Помимо этого, ММС является инициатором введения Международного дня музыки, который празднуется 1 октября каждого года.

## Российский национальный музыкальный совет
27 октября 2007 года на III Международной конференции «Музыкальное образование и воспитание в России, странах СНГ и Европы в XXI веке. Состояние и перспективы» в Санкт-Петербурге была принята резолюция, согласно которой функции Российского национального музыкального совета временно делегировались РОСИСМЕ — Российской общенациональной секции ИСМЕ (Международного общества музыкального образования). РОСИСМЕ выступала в этой роли в течение 10 лет. С 2017 эта роль была перенята Российским Музыкальным Союзом, который c 10 марта 2017 является членом Международного музыкального совета (IMC) и Европейского музыкального совета (EMC).

## Президенты ММС
- Эмили Акуно (2017—), Кения
- Поль Дюжарден (2013—2017), Бельгия
- Франс де Рёйтер (1998—2001) (2009—2013), Нидерланды
- Ричард Леттс (2005—2009), Австралия
- Кифа Фахури (2001—2005), Иордания
- Хорди Роч (1994—1997), Испания
- Эскиль Хемберг (1992—1993), Швеция
- Лупвиши Мбуямба (1988—1991), Заир
- Марлос Нобре (1986—1987), Бразилия
- Готфрид Шольц (1984—1985), Австрия
- Барри Брук (1982—1983), США
- Фрэнк Каллауэй (1980—1981), Австралия
- Джон Питер Ли Робертс (1978—1979), Канада
- Иегуди Менухин (1969—1975), США
- Нараяна Менон (1967—1968) (1976—1977), Индия
- Владимир Федоров (1965—1966), Франция
- Марио Лаброка (1959—1964), Италия
- Доминго Санта-Крус (1957—1958), Чили
- Стюарт Уилсон (1954—1956), Великобритания
- Алексис Ролан-Манюэль (1950—1953), Франция